# Jiří Langmajer
Jiří Langmajer (* 3. června 1966 Plzeň) je český divadelní, filmový a televizní herec.

## Život
Na Pražské konzervatoři v letech 1981–1987 vystudoval hudebně-dramatický obor. Již během studií ho režisér Karel Smyczek obsadil do nezanedbatelných rolí v seriálu Třetí patro či filmu Proč?. Po ukončení studií hrál v různých divadelních souborech, až roku 1992 nastoupil do angažmá v Divadle pod Palmovkou, kde zůstal až do roku 2005 (s výjimkou let 1998–2000, kdy byl v angažmá Divadla na Vinohradech). Od té doby je na volné noze. Hrál také v Národním divadle, Hudebním divadle Karlín a dalších.
V roce 1999 se stal držitelem Ceny Thálie pro umělce do 33 let, v roce 2003 byl nominován na Cenu Alfréda Radoka v kategorii herec roku. Na Českého lva byl nominován v roce 1999 za herecký výkon ve vedlejší roli ve filmu Návrat idiota, v roce 2006 pak za herecký výkon v hlavní roli ve filmu Pravidla lži.
V dabingu namluvil více než osm desítek rolí a účinkoval ve stovkách rozhlasových her .
V červenci 2019 se oženil se svojí přítelkyní, herečkou Adélou Gondíkovou. Má dvě dospělé dcery z předchozího manželství. 

## Filmografie

### Film
| Rok  | Název                               | Role                        |
| ---- | ----------------------------------- | --------------------------- |
| 1983 | Kluk za dvě pětky                   | zednický učeň Eda Mařák     |
| 1986 | Krajina s nábytkem                  | student ekonomie Bursík     |
| 1987 | Copak je to za vojáka…              | svobodník Milan Kouba       |
| 1987 | Proč?                               | Jirka Stupka                |
| 1988 | Kamarád do deště                    | automechanik Standa         |
| 1988 | Vlastně se nic nestalo              | Honza                       |
| 1988 | Oznamuje se láskám vašim            | Ulričin bratr na fotografii |
| 1989 | Uzavřený okruh                      | poručík VB                  |
| 1990 | Nemocný bílý slon                   | Adam, Klářin muž            |
| 1990 | Tichá bolest                        | vojín Gašparik              |
| 1994 | Díky za každé nové ráno             | student Honza               |
| 1994 | Jak si zasloužit princeznu          | Nejchytřejší                |
| 1994 | Ještě větší blbec, než jsme doufali | policista                   |
| 1997 | Pták Ohnivák                        | princ Wolf                  |
| 1999 | Návrat idiota                       | Emil                        |
| 2000 | Král sokolů                         | Iver                        |
| 2001 | Múza je hrůza                       | Karel                       |
| 2004 | Snowboarďáci                        | Milan                       |
| 2004 | Milenci & Vrazi                     | Bořek Trojan                |
| 2004 | Post Coitum                         | Zikmund                     |
| 2006 | Pravidla lži                        | Milan                       |
| 2007 | Na vlastní nebezpečí                | Saša                        |
| 2008 | Vy nám taky, šéfe!                  | Filip                       |
| 2010 | Doktor od jezera hrochů             | MUDr. Karel Pištělák        |
| 2011 | Hranaři                             | Lulu                        |
| 2012 | Svatá čtveřice                      | Vítek                       |
| 2012 | Líbáš jako ďábel                    | Láďa                        |
| 2014 | Všiváci                             | Mikuláš Rohan               |
| 2016 | Bezva ženská na krku                | Pavel                       |
| 2016 | Sezn@mka                            | Kristián                    |
| 2017 | Špunti na vodě                      | Igor                        |
| 2018 | Po čem muži touží                   | Karel Král                  |
| 2019 | Přes prsty                          | Jíra                        |
| 2019 | Národní třída                       | Roman                       |
| 2020 | Bábovky                             | Zdeněk                      |
| 2020 | Chlap na střídačku                  | Jiří                        |
| 2021 | Minuta věčnosti                     | kardiochirurg Petr          |
| 2021 | Prvok, Šampón, Tečka a Karel        | klient                      |
| 2021 | Zbožňovaný                          | Karel                       |
| 2021 | Matky                               | Milan                       |
| 2021 | Večírek                             | Jiří Hrda                   |
| 2021 | Přání Ježíškovi                     | Štěpán                      |
| 2022 | Po čem muži touží 2                 | Irena                       |
| 2023 | Ostrov                              | Richard                     |
| 2023 | Tajný zákop / ONEMANSHOW: The Movie | německý důstojník           |
| 2025 | Kouzlo derby                        | rozhodčí Kraus              |

### Televize
| Rok       | Název                                      | Role                            | Poznámky                                                             |
| --------- | ------------------------------------------ | ------------------------------- | -------------------------------------------------------------------- |
| 1983      | Bakaláři                                   | Láďa                            | seriál, díl: „Šípková Růženka“                                       |
| 1985      | Vlak dětství a naděje                      | voják Pavel                     | seriál                                                               |
| 1985      | Třetí patro                                | učeň Jakub Sláma                | seriál                                                               |
| 1985      | Černá země                                 | Kubíček Oberva                  | seriál                                                               |
| 1985      | Dva t. č. v zel. hl. dvě veselé nekuř.     | Ondra                           | televizní film                                                       |
| 1985      | Večeře se šampaňským                       |                                 | televizní film                                                       |
| 1985      | Náušnice                                   | Petr                            | televizní film                                                       |
| 1986      | Stopy ve skle                              | Jirka                           | televizní film                                                       |
| 1987      | Přízrak                                    | Pavel                           | televizní film                                                       |
| 1987      | Poslední leč Alfonse Karáska               | Lojzík Krupička                 | televizní film                                                       |
| 1987      | Opožděná vražda                            | nadstrážmistr Zdeněk Hartl      | televizní film                                                       |
| 1987      | Strom pohádek                              | mladý lovec                     | seriál, díl: „O bílé laňce“                                          |
| 1988      | Druhý dech                                 | Sýkora mladší                   | seriál                                                               |
| 1988      | Sukňa lenže zelená                         | Václav                          | televizní film                                                       |
| 1988      | Paní Liška                                 | Šimůnek                         | televizní film                                                       |
| 1989      | Chlapská čest                              | Bob                             | televizní film                                                       |
| 1989      | Foukaliště                                 | kominický učeň Pepan            | televizní film                                                       |
| 1989      | Kam letíš, letadlo?                        | Prokop                          | televizní film                                                       |
| 1989      | Podivné setkání                            | mladý partyzán Tommaso          | televizní film                                                       |
| 1989      | Čeleď brouků finančníků                    | mladý muž                       | televizní film                                                       |
| 1989      | Šance                                      |                                 | televizní film                                                       |
| 1989      | O čarovné Laskonce                         | švec Kuba                       | seriál                                                               |
| 1989      | Případ pro zvláštní skupinu                | Robert Menoušek                 | seriál                                                               |
| 1989      | Případy podporučíka Haniky                 | ženich                          | seriál                                                               |
| 1991      | Panenka s porcelánovou hlavičkou           | Josef v dospělosti              | seriál                                                               |
| 1991      | Miláček Ornifle                            |                                 | seriál                                                               |
| 1991      | Pohádka o touze                            | veslař Lelé                     | seriál                                                               |
| 1992      | Světýlka z blat                            | Martin                          | televizní film                                                       |
| 1992      | Hříchy pro pátera Knoxe                    | tenista                         | seriál                                                               |
| 1992      | Dobrodružství kriminalistiky               | Martin                          | seriál                                                               |
| 1992      | Král, který rád hrál                       |                                 | televizní film                                                       |
| 1992      | Královský život otroka                     | Haimon                          | televizní film                                                       |
| 1993      | Česká muzika                               | muzikant Bobeš                  | televizní film                                                       |
| 1993      | Zámek v Čechách                            | mladší příslušník VB            | televizní film                                                       |
| 1993      | In flagranti                               | syn                             | televizní film                                                       |
| 1993      | Pomalé šípy                                | zloděj                          | seriál                                                               |
| 1994      | Třikrát baron Prášil                       |                                 | seriál                                                               |
| 1994      | Bylo nás pět                               | sodovkář Honza Pivoda           | seriál                                                               |
| 1994      | Německý uprchlík                           |                                 | televizní film                                                       |
| 1995      | Hříchy pro diváky detektivek               | Felix                           | seriál, díl: „Computer Baby“                                         |
| 1995      | Andělský smích                             | Míra                            | televizní film                                                       |
| 1996      | Detektiv Martin Tomsa                      | Kroupa                          | seriál                                                               |
| 1996      | Strážní andělé                             | Pátek                           | televizní film                                                       |
| 1996      | Poe a vražda krásné dívky                  | Danny Payne                     | televizní film                                                       |
| 1997      | Zdivočelá země                             | Cassidy                         | seriál                                                               |
| 1997      | Bakaláři 1997                              |                                 | seriál                                                               |
| 1997      | Trampoty pana Humbla                       | Dan                             | televizní film                                                       |
| 1998      | Ex offo                                    |                                 | televizní film                                                       |
| 1998      | Milenec lady Chatterleyové                 | Michaelis                       | televizní film                                                       |
| 1998      | Silná jako smrt                            | Labarbre                        | televizní film                                                       |
| 1999      | Hotel Herbich                              | Vítek                           | seriál                                                               |
| 1999      | Sjezd abiturientů                          |                                 | televizní film                                                       |
| 1999      | Až budeš starší                            |                                 | televizní film                                                       |
| 2000      | Případy detektivní kanceláře Ostrozrak     | František Mudroch               | seriál                                                               |
| 2001      | Zdivočelá země                             | Cassidy                         | seriál                                                               |
| 2001      | Četnické humoresky                         | Jeroným                         | seriál                                                               |
| 2001      | Ani svatí, ani andělé                      | Honza                           | televizní film                                                       |
| 2001      | Zázračné meče                              | Meron                           | televizní film                                                       |
| 2001      | Brnění a rolničky                          | šašek                           | televizní film                                                       |
| 2001      | Uniforma                                   | Mirek Trnka                     | televizní film                                                       |
| 2002      | O ztracené lásce                           | Květoslav                       | seriál                                                               |
| 2003      | Nemocnice na kraji města po dvaceti letech | Ing. Verner                     | seriál                                                               |
| 2003      | Útěky                                      | Tomáš                           | televizní film                                                       |
| 2003      | Vrah jsi ty!                               | komisař                         | televizní film                                                       |
| 2003      | P.F. 77                                    | Michal Damián                   | televizní film                                                       |
| 2004      | Náměstíčko                                 | fotograf Jan Ladislav Květ      | seriál                                                               |
| 2004      | In nomine patris                           | režisér Neumann                 | televizní film                                                       |
| 2004      | Kouzelný přítel                            | zlý kouzelník                   | televizní film                                                       |
| 2004      | Vánoční panenka                            | otec                            | televizní film                                                       |
| 2007      | Muž a stín                                 | Maurin                          | televizní film                                                       |
| 2007      | Hraběnky                                   | Martin                          | seriál                                                               |
| 2008      | Zdivočelá země                             | Cassidy                         | seriál                                                               |
| 2008      | Soukromé pasti                             | Viktor                          | seriál, díl: „Fajn brigáda“                                          |
| 2008      | Devatenáct klavírů                         | Maurin                          | televizní film                                                       |
| 2008      | Divnovlásky                                | Jiří                            | televizní film                                                       |
| 2006–2009 | Ordinace v růžové zahradě 2                | MUDr. Tomáš Hruška              | seriál                                                               |
| 2010      | Kriminálka Staré Město                     | Josef Černín                    | seriál, 1 díl                                                        |
| 2010      | Nesmrtelní                                 | Alex                            | seriál, díl: „Náramek“                                               |
| 2011      | Setkání s hvězdou                          | Jakub                           | televizní cyklus, díl: „Vilma Cibulková“ (segment „Běta a chřestýš“) |
| 2011      | Soukromé pasti                             | Jan Faktor                      | seriál, díl: „Nezabiješ“                                             |
| 2012      | Ztracená brána                             | Zábranský                       | seriál                                                               |
| 2012      | Základka                                   | matikář Dušan Myslík            | seriál                                                               |
| 2012      | Ženy, které nenávidí muže                  | David Vlk                       | televizní film                                                       |
| 2013      | Nevinné lži                                | Martin                          | seriál, díl: „Druhý dech“                                            |
| 2013      | Škoda lásky                                | Oskar Radek Vinkler             | seriál, díly: „Maruška“, „Přirozený talent“                          |
| 2013      | Kriminálka Staré Město                     | Josef Černín                    | seriál, hlavní role                                                  |
| 2014      | Neviditelní                                | Ivan Lausman                    | seriál, hlavní role                                                  |
| 2014      | Škoda lásky                                | Oskar                           | seriál, díl: „Úspěšný lov“                                           |
| 2015      | Vinaři                                     | Tomáš Pepek                     | seriál, díl: „Návrat“                                                |
| 2015–2018 | Labyrint                                   | major Michal Remeš              | seriál, hlavní role                                                  |
| 2017      | Četníci z Luhačovic                        | vrchní strážmistr Arnošt Sova   | seriál                                                               |
| 2017      | Nejlepší přítel                            | Befeleus                        | televizní film                                                       |
| 2017      | Kapitán Exner                              | vojenský policajt mjr. Havlík   | seriál, 2 díly                                                       |
| 2017–2021 | Lajna                                      | Luboš Hrouzek                   | internetový seriál                                                   |
| 2018      | Dukla 61                                   | Kotas, ředitel dolu             | televizní film                                                       |
| 2018      | Dáma a Král                                |                                 | seriál, díl: „Vražda a vykoupení“                                    |
| 2019      | Hrobári                                    | nemanželský syn                 | seriál                                                               |
| 2020      | sKORO NA mizině                            | on sám                          | internetový seriál                                                   |
| 2020      | Ach, ta láska nebeská...                   | nudista                         | televizní seriál                                                     |
| 2021      | Zločiny Velké Prahy                        | obvodní inspektor Rudolf Havlík | seriál, hlavní role                                                  |
| 2021      | Ochránce                                   | ředitel Němec                   | díl: Tichá dohoda                                                    |
| 2021      | Liga mužské moudrosti                      | Tonda Bulatý                    | internetový seriál                                                   |
| 2022      | Špunti na cestě                            | Igor Veselý                     | seriál, hlavní role                                                  |
| 2022      | Národní házená                             | JUDr. Miroslav Sirný            | internetový seriál                                                   |
| 2022      | Hlavně to zdraví                           | Richard                         | televizní cyklus, díl: Něco na zub                                   |

## Rozhlas
- 1988 Ernest Hemingway, Stařec a moře, Československý rozhlas.[5]
- 1993 Václava Ledvinková: A pak že nejsou hastrmani. Na motivy pohádky Jana Drdy pro rozhlas napsala Václava Ledvinková. Hudba Tomáš Vránek. Dramaturgie Eva Košlerová. Režie Karel Weinlich. Účinkují: Michal Dlouhý, Jiří Langmajer, Vlastimil Brodský, František Němec, Sylva Sequensová, Alois Švehlík, Antonín Molčík, Pavel Pípal, Ladislav Mrkvička, Tereza Duchková, Václav Neckář, Mirko Musil, Antonín Hardt, Gaston Šubert, Pavel Karbusický a Jiřina Inka Šecová.[6]
- 2002 Johann Nepomuk Nestroy: Talisman, překlad Eva Bezděková, rozhlasová úprava a dramaturgie Jana Paterová, hudba Vadim Petrov, režie Otakar Kosek. Hráli: Titus Lišák (Jiří Langmajer), Paní z Cypřišova (Daniela Kolářová), Ema, její dcera (Kateřina Vaníčková), Konstance, její komorná (Naďa Konvalinková), Flora, zahradnice (Bára Štěpánová), Semínko, zahradnický pomocník (Bohumil Klepl), Pan Markýz, vlásenkář (Jiří Štěpnička), Salome, husopaska (Tereza Bebarová), Zátka, pivovarník (Bořivoj Navrátil) a Konrád, sluha (Jan Skopeček). (76 min).[7]